# Kiffa Airport
Kiffa Airport är en flygplats i Mauretanien. Den ligger i den södra delen av landet, 500 km öster om huvudstaden Nouakchott. Kiffa Airport ligger 128 meter över havet.
Terrängen runt Kiffa Airport är platt. Runt Kiffa Airport är det glesbefolkat, med 12 invånare per kvadratkilometer. Närmaste större samhälle är Kiffa, 3,4 km norr om Kiffa Airport. Trakten runt Kiffa Airport består i huvudsak av gräsmarker.